# Pangasius conchophilus
Pangasius conchophilus (lat. Concha „Muschel“ und gr. φιλος / phílos – „liebend“) ist eine Fischart aus der Gattung Pangasius innerhalb der Familie der Haiwelse. Die Art kommt in den Flusssystemen des Mekong, Bang Pakong und Mae Nam Chao Phraya in Kambodscha, Laos, Vietnam und Thailand vor und spielt eine geringe Rolle in der kommerziellen Fischerei.

## Merkmale
Pangasius conchophilus erreicht eine Körperlänge von bis zu 120 cm. Der Rumpf ist mattgrau mit einem schwachen, grünen Schimmer. Das leicht unterständige Maul wird von einer deutlich vorstehenden Schnauze überragt, so dass die Zähne des Oberkiefers auch bei geschlossenem Maul teilweise sichtbar sind. Das Pflugscharbein trägt eine ununterbrochene Reihe von Zähnen, mittig am Gaumenbein liegt eine große Zahnplatte. Die Afterflosse trägt 25 bis 30 Weichstrahlen.

## Lebensweise
Pangasius conchophilus besiedelt große Flüsse und findet sich hier sowohl in schnell als auch in langsam fließenden Abschnitten. Jungtiere ernähren sich vorwiegend von kleinen Krustentieren und Insekten. Ältere Tiere fressen vor allem Weichtiere, worauf sich auch das Artepitheton bezieht, daneben aber auch Krustentiere, Insekten und Pflanzen.
Zu Beginn der Überflutungszeit werden die Eier abgelegt, danach wandern die Altfische in die überschwemmten Gebiete ein.

## Weblink
- Pangasius conchophilus in der Roten Liste gefährdeter Arten der IUCN 2013.1. Eingestellt von: Vidthayanon, C., 2011. Abgerufen am 17. November 2013.